# Winterkalte Wüsten von Turan
Die auf der 45. Sitzung des Welterbekomitees aufgenommene, transnationale Weltnaturerbestätte Winterkalte Wüsten von Turan erstreckt sich zwischen dem Kaspischen Meer im Westen und den zentralasiatischen Hochgebirgen im Osten. Insgesamt 14 einzelnen Stätten bilden die Welterbestätte.
Die Region ist durch ihre extremen Temperaturschwankungen, mit äußerst kalten Wintern und sehr heißen Sommern, gekennzeichnet. Wind, Niederschlag, Grundwasser und Temperaturschwankungen haben unterschiedliche Arten von Wüsten entstehen lassen: Sand-, Lehm-, Gips- und Steinwüsten sowie Salzpfannen. In dieser extremen Umgebung hat sich eine diverse Flora und Fauna ausgebildet, die evolutionär an diese Bedingungen angepasst ist. So beheimaten die Wüsten zahlreiche endemische Pflanzen, viele Insekten, Reptilien, Amphibien und Brutvögel. Sie sind zudem ein wichtiger Rastplatz für Zugvögel. In Turan leben außerdem bedrohte Säugetiere, wie die Kropfgazelle, die Saigaantilope und der Urial. Auch bedeutende Populationen von Schneeleoparden, Streifenhyänen und Schmutzgeiern sind in den Wüsten zu finden. Die Saxaul-Wälder der Region stellen eine wichtige CO₂-Senke dar, die eine globale Bedeutung im Klimasystem haben. Weltweit einzigartig ist auch der Sukzessionsprozess, der durch die Neubesiedlung des ausgetrockneten Bodens des Aralsees durch Flora und Fauna die jüngste Wüste der Welt – die Aralkum-Wüste – entstehen lässt.

## Liste der Einzelstätten
| Name der Stätte           | Cluster gemäß             | Standort | Staat        | Beschreibung | Bild   | Schutzzone [ha] | Pufferzone [ha] |
| ------------------------- | ------------------------- | -------- | ------------ | --- | ------ | --------------- | --------------- |
| Altyn-Emel Ost            | Altyn-Emel                | Lage     | Kasachstan   | Die Landschaft des Nationalparks ist vielseitig und durch die vielfältigen Lebensräume findet man hier eine große Vielfalt an Tierarten. So sind in den Bergregionen im Osten Steinböcke und Riesenwildschafe anzutreffen. In den zentralen trockenen Ebenen leben Kropfgazellen, Asiatische Esel und Przewalskipferde.                                                                                                 |        | 13.019          | 255.684         |
| Altyn-Emel Zentral        | Altyn-Emel                | Lage     | Kasachstan   | Die Landschaft des Nationalparks ist vielseitig und durch die vielfältigen Lebensräume findet man hier eine große Vielfalt an Tierarten. So sind in den Bergregionen im Osten Steinböcke und Riesenwildschafe anzutreffen. In den zentralen trockenen Ebenen leben Kropfgazellen, Asiatische Esel und Przewalskipferde.                                                                                                 |        | 5.644           |                 |
| Altyn-Emel West           | Altyn-Emel                | Lage     | Kasachstan   | Die Landschaft des Nationalparks ist vielseitig und durch die vielfältigen Lebensräume findet man hier eine große Vielfalt an Tierarten. So sind in den Bergregionen im Osten Steinböcke und Riesenwildschafe anzutreffen. In den zentralen trockenen Ebenen leben Kropfgazellen, Asiatische Esel und Przewalskipferde.                                                                                                 |        | 33.306          |                 |
| Barsakelmes               | Barsakelmes               | Lage     | Kasachstan   | Das die heute verlandeten Inseln im Aralsee Barsakelmes und Kaskakulan umfassende Gebiet dient als Schutz der hier lebenden Asiatischen Esel, Saigaantilopen und Kropfgazellen. Auch finden sich hier Borshchov-Tulpen, Kandym-Büsche und dichtes Saxaul-Dickicht. |        | 50.884          | 19.639          |
| Kaskakulan                | Barsakelmes               | Lage     | Kasachstan   | Das die heute verlandeten Inseln im Aralsee Barsakelmes und Kaskakulan umfassende Gebiet dient als Schutz der hier lebenden Asiatischen Esel, Saigaantilopen und Kropfgazellen. Auch finden sich hier Borshchov-Tulpen, Kandym-Büsche und dichtes Saxaul-Dickicht. |        | 109.942         | 26.670          |
| Bereketli Garagum         |                           | Lage     | Turkmenistan | Die Vielfalt der Landschaften wird durch seine Lage bestimmt. So umfasst es das Zentrale Tiefland und den Zaunguz-Karakum sowie teilweise die Kette der Unguz-Salzwasserablagerungen des alten Flussbettes des Amu Darya, das die Karakum-Wüste in ihrer gesamten Breite von Osten nach Westen durchzieht. Die Vielfalt der Landschaften wirkt sich auf die Zusammensetzung von Flora und Vegetation in der Region aus. |        | 87.400          | 30.745          |
| Kaplangyr                 |                           | Lage     | Turkmenistan | Das Reservat befindet sich auf einer lehmigen, sporadisch gewellten Ebene – dem Kaplankyr-Plateau. Neben endemischen Pflanzenarten und anderen Vertretern der Fauna weist das Gebiet einen Bestand seltener Huftierarten wie Urial und Kropfgazelle auf. Auch der Honigdachs ist hier anzutreffen. |        | 926.203         | 22.950          |
| Repetek                   | Ost Karakum               | Lage     | Turkmenistan | |        | 34.600          | 47.324          |
| Yeradzhi                  | Ost Karakum               | Lage     | Turkmenistan | | 30.000 | —               |                 |
| Saigachy                  | nördliches Ustyurt-Plateu | Lage     | Usbekistan   | Die Gebiete weisen eine heimische Kolonie von Saigaantilopen auf und sind deshalb für den Fortbestand der Art von Bedeutung. |        | 575.335         | 219.800         |
| Saigachy-Beleuli          | nördliches Ustyurt-Plateu | Lage     | Usbekistan   | Die Gebiete weisen eine heimische Kolonie von Saigaantilopen auf und sind deshalb für den Fortbestand der Art von Bedeutung. |        | 21.765          |                 |
| Saigachy-Duana            | nördliches Ustyurt-Plateu | Lage     | Usbekistan   | Die Gebiete weisen eine heimische Kolonie von Saigaantilopen auf und sind deshalb für den Fortbestand der Art von Bedeutung. |        | 23.454          |                 |
| Saigachy-Zhideyli         | nördliches Ustyurt-Plateu | Lage     | Usbekistan   | Die Gebiete weisen eine heimische Kolonie von Saigaantilopen auf und sind deshalb für den Fortbestand der Art von Bedeutung. |        | 7.746           |                 |
| südliches Ustyurt-Plateau |                           | Lage     | Usbekistan   | |        | 1.447.143       |                 |

Quelle: 